# Wonder Boy (datorspelsserie)
"Wonder Boy" är också en sång av The Kinks och Tenacious D.
Wonder Boy' är en spelserie i sex delar utvecklad av Westone och Sega bestående av följande spel: Wonder Boy, Wonder Boy in Monster Land, Wonder Boy III: Monster Lair, Wonder Boy III: The Dragon's Trap, Wonder Boy in Monster World, Monster World IV.
De flesta spelen finns för flera konsoler. Monster World IV släpptes bara i Asien.
Serien debuterade 1986.

## Spel

### Huvudserien
| Titel                             | Släppår |
| --------------------------------- | ------- |
| Wonder Boy                        | 1986    |
| Wonder Boy in Monster Land        | 1987    |
| Wonder Boy III: Monster Lair      | 1988    |
| Wonder Boy III: The Dragon's Trap | 1989    |
| Wonder Boy V: Monster World III   | 1991    |
| Monster World IV                  | 1994    |

### Samlingar
| Titel                                              | Släppår |
| -------------------------------------------------- | ------- |
| Sega Ages Vol.29 Monster World Complete Collection | 2007    |
| Sega Vintage Collection: Monster World             | 2012    |

### Fotnoter
1. ↑  ”Wonder Boy series” (på engelska). Mobygames. http://www.mobygames.com/game-group/wonder-boy-series. Läst 9 maj 2015.